# Наумов, Николай Павлович
Никола́й Па́влович Нау́мов (12 [25] ноября 1902, Москва — 2 февраля 1987, там же) — советский зоолог позвоночных, эколог и охотовед; доктор биологических наук (1941), профессор (1949). Один из инициаторов исследований в области бионики в СССР.

## Биография
Николай Павлович Наумов родился 12 (25) ноября 1902 года в Москве. Принадлежал к семье московских старообрядцев, издавна живших в районе Таганки. Его отец, Павел Александрович, был гимназическим учителем, а мать, Анна Владимировна Малинина, была домохозяйкой. Впрочем, наиболее важное и сильное влияние, по словам Н. П. Наумова, на него оказала бабушка — Елена Григорьевна Наумова, являвшаяся настоящей главой семьи; она рано овдовела и взяла на себя управление большим хозяйством и воспитание сына и дочери, а потом — и внуков. Обладая огромной силы характером (в 19 лет сама задержала залезшего в дом вора), она пользовалась большим авторитетом среди окружающих (на свадьбе её дочери посажённым отцом был сам П. А. Столыпин). У Николая было 4 брата и сестра; один из братьев — Сергей — также впоследствии стал известным зоологом.
Первоначально обучался в классической гимназии, затем, после Октябрьской революции, в реальном училище. В 1919 году поступил в Петровскую (впоследствии — Тимирязевскую) сельскохозяйственную академию, которую окончил в 1924 году по специальности «агрономия». Учась в академии, одновременно слушал в Московском университете лекции известных профессоров: М. А. Мензбира, Б. М. Житкова, И. А. Каблукова и других; очень тёплые отношения сложились у него с Б. М. Житковым, которого Н. П. Наумов всю жизнь считал своим учителем. После этого в 1925—1926 годах преподавал биологию на рабфаке и в школе 2-й ступени, одновременно работал внештатным сотрудником лаборатории биологии и охотничьего промысла, которой руководил Б. М. Житков. С 1926 года Николай Наумов находился в Туруханском крае: сначала в составе Туруханской экспедиции, занимавшейся переписью населения (1926—1927), затем — охотовед землеустроительной экспедиции (1927—1928) и учитель национальной школы в Туринской культбазе на берегу Нижней Тунгуски (1928—1931).
С осени 1931 года Н. П. Наумов снова в Москве — работал старшим научным сотрудником Института зоологии МГУ и одновременно — доцентом на кафедре зоологии позвоночных биологического факультета МГУ; преподавал также в Институте пушного звероводства.
В 1934 году Н. П. Наумову без защиты диссертации присвоена учёная степень кандидата биологических наук. В 1941 году, проучившись в докторантуре Института эволюционной морфологии им. А. Н. Северцова АН СССР (1936—1939 гг.), он защищает докторскую диссертацию (тема — «Очерки сравнительной экологии мышевидных грызунов»). В 1941—1944 годах — старший научный сотрудник Института эволюционной морфологии им. А. Н. Северцова. Во время Великой Отечественной войны находился в Пржевальске (Киргизия), работал в противочумных отрядах в Азии — Киргизии, Казахстане, Монголии, Китае.
После войны, в 1945—1958 годах, работал в Институте эпидемиологии и микробиологии имени Н. Ф. Гамалеи, где организовал первую отечественную лабораторию медицинской зоологии. 11 мая 1949 года Н. П. Наумову было присвоено учёное звание профессора. С 1951 года работал также на биолого-почвенном факультете МГУ: заведующий кафедрой зоологии и сравнительной анатомии позвоночных (1951—1982), заведующий лабораторией по изучению средств и способов борьбы с вредными животными и болезнями растений (1957—?), заведующий лаборатории бионики (с 1970). С 1958 по 1970 год — декан биолого-почвенного факультета МГУ. Одним из самых главных своих достижений на этом посту сам Н. П. Наумов считал прекращение деятельности лысенковцев на факультете, в чём он встретил поддержку тогдашнего ректора МГУ И. Г. Петровского. Студенты уважали Наумова и за глаза назвали «Копалычем»; Николай Павлович знал об этом прозвище и никогда на него не обижался.
Н. П. Наумов представлял Советский Союз в Международном союзе биологических наук, был членом Национального комитета биологов СССР, председателем Координационного совета по биологической защите, секции биологии и бионики Министерства высшего и среднего образования СССР.
Жил в Москве в Дурном (с 1919 — Товарищеском) переулке, дом 26 и на Ленинских горах в Главном здании Московского университета.
Умер 2 февраля 1987 года в Москве от онкологического заболевания. Похоронен на Троицком старом кладбище Истринского района Московской области  .

## Научная деятельность
К числу областей научных интересов Н. П. Наумова относились: териология, экология, вопросы участия позвоночных животных в возникновении и сохранении природных очагов инфекционных заболеваний, разработка биологических основ мероприятий по ограничению и уничтожению таких очагов.
В начальный период своей деятельности Н. П. Наумов, находясь под сильным влиянием Б. М. Житкова, занимался в основном вопросами охотоведения и динамики численности популяций животных как научной основы прогноза и рациональной эксплуатации промысловых популяций. Позднее его научные интересы сместились в область медицинской зоологии и в изучение структуры популяций. На передний план его исследований выходит экологическая тематика: исследование структуры, устойчивости и функционирования надорганизменных систем — популяций и биогеоценозов, изучение коммуникативных процессов в экологических системах.
Автор термина "биологическое сигнальное поле животных" и начиная с начала 1970-х годов, Н. П. Наумов сосредоточивает свои усилия на создании и развитии одноимённой концепции. В основу её он кладёт утверждение о том, что структурой и функционированием экологических систем управляют не только вещественно-энергетические, но и коммуникативные процессы, обеспечивающие накопление информации в надорганизменных системах. По Наумову, биологическое сигнальное поле возникает в результате наложения друг на друга сигнальных систем разных видов (химических, акустических, оптических и др.). При этом в сигнальном поле выделяются стабильные элементы, время существования которых сопоставимо со временем существования само́й экологической системы. Данная концепция получила дальнейшее развитие в работах российских биологов конца XX — начала XXI века. В тесной связи с вниманием Наумова к процессам обмена информацией в экологических системах находятся и его научные работы в области бионики.
Н. П. Наумовым опубликовано около 200 научных трудов, включая 8 монографий и ещё 12 — в соавторстве.

## Семья
- Жена — Вера Васильевна Наумова (урожд. Потехина род. 1904—?), на которой Николай Павлович женился в 1926 году[22].
  - Дочь — Наталья Николаевна Наумова-Пояркова; родилась 24 июня 1928 года в Красноярске, умерла в 1967 году от тяжёлого пиелонефрита[15][23]. Осиротевших внуков Андрея, Николая и Алексея воспитывали Николай и Вера Наумовы[24].
- Брат — Александр (?—?)[25],
- Брат — Сергей (1905—1987), зоолог и охотовед; доктор биологических наук (1943), профессор;
- Брат — Владимир (?—?)[25]

## Награды
Н. П. Наумов был удостоен ряда правительственных и ведомственных наград и званий, в том числе:
- Орден Трудового Красного Знамени (1961);
- Медаль «За трудовую доблесть» (1976);
- знак «Отличнику здравоохранения»;
- звание «Почётный деятель науки и техники» (1978).

В 1959 году стал лауреатом премии имени М. В. Ломоносова (1959) — за изучение и оздоровление природных очагов чумы в Приаралье.

## Публикации

### Отдельные издания
- Наумов Н. П. . Дикий северный олень. — М.: КОИЗ, 1933. — 72 с.
- Наумов Н. П. . Очерки сравнительной экологии мышевидных грызунов. — М.: Изд-во АН СССР, 1948. — 203 с.
- Наумов Н. П. . Экология животных. — М.: Советская наука, 1955. — 533 с.
- Наумов Н. П. . Экология животных. 2-е изд. — М.: Высшая школа, 1963. — 618 с.
- Наумов Н. П., Лобачёв В. С., Дмитриев П. П., Смирин В. М. . Природный очаг чумы в Приаральских Каракумах. — М.: Изд-во Моск. ун-та, 1972. — 405 с.
- Наумов Н. П., Лобачёв В. С., Смирин В. М. . Рекомендации по оздоровлению Среднеазиатского равнинного (пустынного) очага чумы. — М.: Изд-во Моск. ун-та, 1972. — 101 с.
- Наумов Н. П., Карташёв Н. Н. . Зоология позвоночных. Ч. 1. Низшие хордовые, бесчелюстные, рыбы, земноводные. — М.: Высшая школа, 1979. — 333 с.
- Наумов Н. П., Карташёв Н. Н. . Зоология позвоночных. Ч. 2. Пресмыкающиеся, птицы, млекопитающие. — М.: Высшая школа, 1979. — 272 с.

### Некоторые статьи
- Наумов Н. П.  К биологии синиц // Труды Моск. лесного ин-та. Вып. 1. — 1923. — С. 101—104.
- Наумов Н. П.  Об особенностях стационарного распределения мышевидных грызунов на юге Украины // Зоологический журнал. — 1936. — Т. 15, № 4. — С. 674—696.
- Наумов Н. П., Фолитарек С. С.  Географическая изменчивость динамики численности мышевидных грызунов // Журнал общей биологии. — 1945. — Т. 6, вып. 6. — С. 331—345.
- Иофф И. Г., Наумов Н. П., Фолитарек С. С., Абрамов Ф. И. . Высокогорный природный очаг чумы в Киргизии // Природная очаговость трансмиссивных болезней в Казахстане. — Алма-Ата: Изд-во АН КазССР, 1951. — С. 173—301.
- Наумов Н. П.  Типы поселений грызунов и их экологическое значение // Зоологический журнал. — 1954. — Т. 33, № 2. — С. 268—275.
- Наумов Н. П.  Структура популяций и динамика численности наземных позвоночных // Зоологический журнал. — 1967. — Т. 46, № 10. — С. 1470—1486.
- Наумов Н. П.  Уровни организации живой материи и популяционная биология // Журнал общей биологии. — 1971. — Т. 32, № 6. — С. 651—666.
- Наумов Н. П. . Бионика и надорганизменные системы // Проблемы бионики / Под ред. А. И. Берга, С. Н. Брайнеса, М. Г. Гаазе-Рапопорта, В. С. Гурфинкеля. — М.: Наука, 1973. — 518 с. — С. 7—14.
- Никольский А. А., Новикова О. Б., Наумов Н. П.  Пространственно-временная характеристика биологического сигнального поля (на примере рёва бухарского оленя, Cervus elaphus bactrianus Lyd.) // Экология. — 1975. — № 1. — С. 100—102.
- Наумов Н. П. . Биологические (сигнальные) поля и их значение в жизни млекопитающих // Успехи современной териологии / Под ред. В. Е. Соколова. — М.: Наука, 1977. — 296 с. — С. 93—110.
- Наумов Н. П.  Вопросы эволюционной экологии // Бюллетень МОИП. Отделение биологии. — 1979. — Т. 84, вып. 6. — С. 15—26.